# Дебетова картка

Приклад типової дебетової картки :
1. Логотип банку-емітента
2. Чип EMV
3. Голограма
4. PAN Номер картки
5. Логотип платіжної системи
6. Дата закінчення терміну
7. Ім'я власника дебетової картки

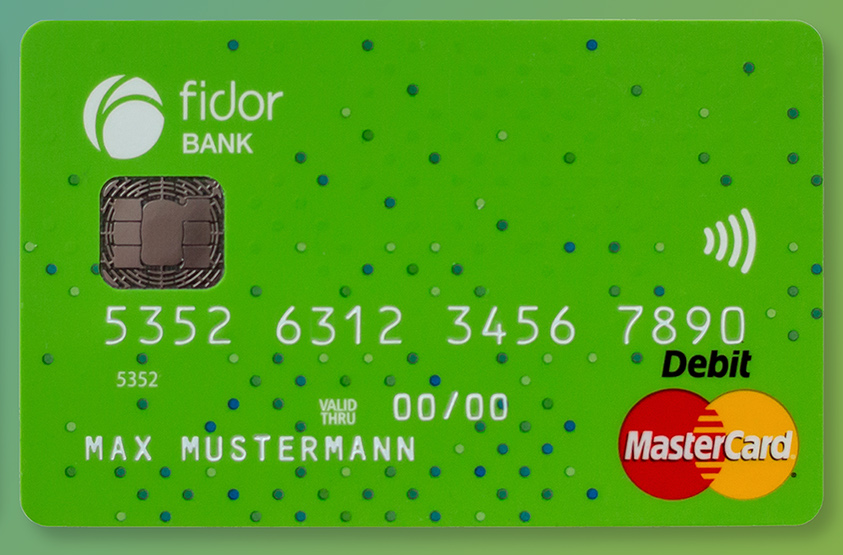
Дебетова картка

Дебето́ва картка — різновид банківської платіжної картки. Вона призначена для отримання готівки та виконання інших операцій, доступних в меню банкомату та касах відділень банків, для купівлі товарів та послуг з оплатою через електронні термінали, для здійснення операцій за допомогою інтернет-банкінгу. Картка дозволяє використовувати кошти доступного залишку на депозитному рахунку, до якого вона прив'язана (якщо умовами договору обслуговування картки не зазначено інше).
Картка виконує функцію банківського чека, однак її застосування є надійнішим, тому що ідентифікація власника відбувається в момент здійснення операції і гроші надходять на банківський рахунок торгового підприємства негайно. Для отримання дебетової картки клієнт зазвичай вносить на рахунок у банку певну суму. Розміром внеску визначається так званий ліміт картки. Як правило, ліміт є трохи меншим за внесок, тобто на рахунку клієнта зберігається невикористовуваний залишок. Ліміт картки, яка підлягає обов'язковій процедурі авторизації, зменшується у міру здійснення клієнтом розрахунків. Для поновлення (чи підвищення) ліміту клієнта необхідно періодично робити внески коштів на свій рахунок.
Різновидами платіжних (дебетових) карток є:
- Зарплатна картка — використовується для нарахування заробітної плати
- Студентська та учнівська картка — використовується для нарахування стипендії
- Пенсійна або соціальна картка — використовується для нарахування пенсії або соціальної допомоги.

Рішення про банківське обслуговування працівників, студентів, учнів, співробітників приймає керівництво відповідних підприємств, установ, організацій.
Цікавим різновидом дебетових карток є картки з нарахуванням депозитних відсотків на позитивний залишок.